# 恰斯特耶區

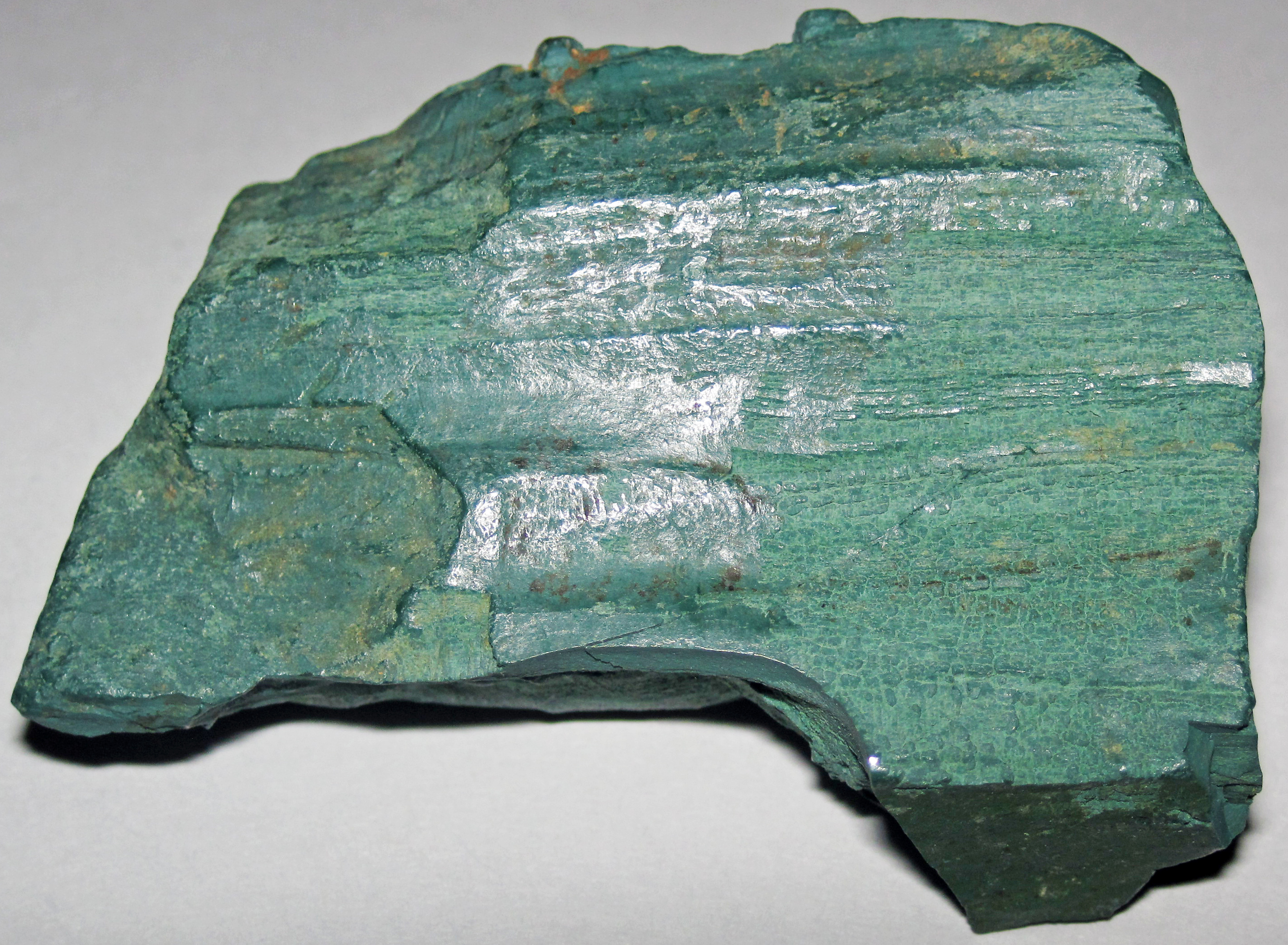

57°17′38″N 54°46′05″E / 57.294°N 54.768°E
恰斯特耶區（俄语：Частинский район），是俄羅斯的一個區，位於該國中西部，由彼爾姆邊疆區負責管轄，始建於1924年1月13日，面積1,632平方公里，2010年人口12,817，人口密度每平方公里7.85人。